# Chucena (kommunhuvudort)
Chucena är en kommunhuvudort i Spanien.   Den ligger i provinsen Provincia de Huelva och regionen Andalusien, i den sydvästra delen av landet, 400 km sydväst om huvudstaden Madrid. Chucena ligger 147 meter över havet och antalet invånare är 1 988.
Terrängen runt Chucena är huvudsakligen platt. Chucena ligger uppe på en höjd. Runt Chucena är det ganska tätbefolkat, med 108 invånare per kvadratkilometer. Närmaste större samhälle är Pilas, 10,5 km sydost om Chucena. Trakten runt Chucena består till största delen av jordbruksmark.